# Tréflévénez
Tréflévénez è un comune francese di 293 abitanti situato nel dipartimento del Finistère nella regione della Bretagna.

## Società

### Evoluzione demografica
Abitanti censiti